# Amanda Peet
Amanda Peet (* 11. leden 1972 New York, USA) je americká herečka.
Amanda Peet se narodila 11. ledna 1972 v New Yorku. Vystudovala historii na Columbia University, kde poprvé vyzkoušela herectví pod vedením Uty Hagenové. Nejčastěji hraje v romantických komediích, ale i v dramatech nebo thrillerech. Mimo film se angažuje i na divadelní scéně, především na Broadwayi.

## Filmografie

### Film
| Rok  | Název                                  | Role                    | Poznámky            |
| ---- | -------------------------------------- | ----------------------- | ------------------- |
| 1995 | Animal Room                            | Debbie                  |                     |
| 1996 | Winterlude                             | nepojmenovaná role      | krátkometrážní film |
| 1996 | Virginity                              | nepojmenovaná role      | krátkometrážní film |
| 1996 | Ona, jedině ona                        | Molly                   |                     |
| 1996 | Báječný den                            | Celia                   |                     |
| 1997 | Grind                                  | Patty                   |                     |
| 1997 | Touch Me                               | Bridgette               |                     |
| 1997 | Sax and Violins                        | nepojmenovaná role      |                     |
| 1997 | 1999                                   | Nicole                  |                     |
| 1998 | Origin of the Species                  | Julia                   |                     |
| 1998 | Southie                                | Marianne Silva          |                     |
| 1998 | Podoby lásky                           | Amber                   |                     |
| 1999 | Neodolatelná                           | Chris                   |                     |
| 1999 | Jump                                   | Lisa                    |                     |
| 1999 | Two Ninas                              | Nina Harris             |                     |
| 1999 | Horká noc, hořké ráno                  | Jane Bannister          |                     |
| 2000 | Zoe Loses It                           | Zoe                     | krátkometrážní film |
| 2000 | Život hvězdy                           | Debbie Klausman         |                     |
| 2000 | Track Down                             | Karen                   |                     |
| 2000 | Můj soused zabiják                     | Jill St. Claire         |                     |
| 2000 | Chytrá holka                           | Mia                     |                     |
| 2001 | Date Squad                             | Belkis Felcher          | krátkometrážní film |
| 2001 | Pekelná ženská                         | Judith Fessbegler       |                     |
| 2002 | Těžký zločin                           | Jackie Grimaldi         |                     |
| 2002 | Incident                               | Cynthia Delano Banek    |                     |
| 2002 | Igby                                   | Rachel                  |                     |
| 2003 | Whatever We Do                         | Patty                   | krátkometrážní film |
| 2003 | Identita                               | Paris                   |                     |
| 2003 | Lepší pozdě nežli později              | Marin Klein             |                     |
| 2004 | Můj soused zabiják 2                   | Jill St. Claire Tudeski |                     |
| 2004 | Melinda a Melinda                      | Susan                   |                     |
| 2005 | Něco jako láska                        | Emily Friehl            |                     |
| 2005 | Syriana                                | Julie Woodman           |                     |
| 2006 | Griffin a Phoenixová                   | Phoenix                 |                     |
| 2006 | Prodám šéfa zn. spěchá                 | Sofia Kowalski          |                     |
| 2007 | Bitva o planetu Terra 3D               | Maria Montez            | krátkometrážní film |
| 2007 | Dítě z Marsu                           | Harlee                  |                     |
| 2008 | Akta X: Chci uvěřit                    | ASAC Dakota Whitney     |                     |
| 2008 | $5 a Day                               | Maggie                  |                     |
| 2008 | Co tě nezabije...                      | Stacy Reilly            |                     |
| 2009 | 2012                                   | Kate Curtis             |                     |
| 2010 | Není zač                               | Mary                    |                     |
| 2010 | Quantum Quest: A Cassini Space Odyssey | Ranger (hlas)           |                     |
| 2010 | Gulliverovy cesty                      | Darcy Silverman         |                     |
| 2013 | Nezapomenutelné prázdniny              | Joan                    |                     |
| 2013 | Z cizího krev neteče                   | Trish Patterson         |                     |
| 2013 | Věř mi                                 | Marcy                   |                     |
| 2015 | Milenci těch druhých                   | Paula                   |                     |

### Televize
| Rok       | Název                                | Role               | Poznámky                                  |
| --------- | ------------------------------------ | ------------------ | ----------------------------------------- |
| 1995      | Zákon a pořádek                      | Leslie Harlan      | díl: Hot Persuit                          |
| 1996      | The Single Guy                       | Kathy              | díl: Wedding                              |
| 1996      | Central Park West                    | Robyn Gainer       | 6 dílů                                    |
| 1997      | Všichni starostovi muži              | Shelly McCory      | díl: Kalamita                             |
| 1997      | Show Jerryho Seinfelda               | Lanette            | díl: Georgovo léto                        |
| 1997      | Ellen Foster                         | Julia Hobbs        | TV film                                   |
| 1999      | Partners                             | Beth Harmon        | díl: Pilot                                |
| 1999–2001 | Jack & Jill                          | Jacqueline Barrett | 32 dílů                                   |
| 2005      | Vincentův svět                       | Samu sebe          | díl: Systém                               |
| 2006–2007 | Studio 60                            | Jordan McDeere     | 22 dílů                                   |
| 2009      | Important Things with Demetri Martin | Herečka            | díl: Timing                               |
| 2009      | Wainy Days                           | Jill               | díl: Jill                                 |
| 2010      | Jak jsem poznal vaši matku           | Jenkins            | díl: Jenkins                              |
| 2011      | Hodinový manžel                      | Alex Meyers        | 6 dílů                                    |
| 2012–2013 | Dobrá manželka                       | Laura Hellinger    | 7 dílů                                    |
| 2015–2016 | Počtyřech                            | Tina Morris        | hlavní role, 16 dílů                      |
| 2017–2020 | Brockmire                            | Jules James        | hlavní role, 17 dílů                      |
| 2018      | The Romanoffs                        | Olivia Wells       | díl: Expectation                          |
| 2020      | Špinavej John                        | Betty Broderick    | hlavní role (2. řada), 8 dílů             |
| 2021      | Who Wants to Be a Millionaire?       | Samu sebe          | 2 díly                                    |
| 2021      | Vedoucí katedry                      | —                  | tvůrce, scenáristka a výkonná producentka |